# Paolo Tramezzani
Paolo Tramezzani (* 30. Juli 1970 in Castelnovo ne’ Monti) ist ein italienischer Fußballtrainer und ehemaliger -spieler.

## Laufbahn

### Als Spieler
Paolo Tramezzani stand ab 1989 bei Inter Mailand unter Vertrag, wurde aber an AC Prato, Cosenza Calcio und AS Lucchese Libertas ausgeliehen. Ab 1992 spielte er wieder bei Inter, wo er den UEFA-Pokal 1993/94 gewann. Anschließend wurde er an AC Venezia und AC Cesena ausgeliehen. 1996 wechselte Tramezzani zu Piacenza Calcio 1919 und 1998 nach England zu Tottenham Hotspur. 2000 kehrte er nach Italien zurück und spielte bei AC Pistoiese, Piacenza Calcio, Atalanta Bergamo und Aurora Pro Patria, wo er 2008 seine aktive Karriere beendete.

### Als Trainer
Sein größter Trainererfolg war die Tätigkeit als Co-Trainer der albanischen Fußballnationalmannschaft bei der EM 2016. In der Winterpause der Saison 2016/17 übernahm Tramezzani den FC Lugano als Trainer. Er führte das Team dank einer starken Rückrunde vom achten auf den dritten Schlussrang, welcher die direkte Qualifikation für die Europa League bedeutete. Nach der abgelaufenen Saison verließ er Lugano trotz Vertrag bis 2019 auf eigenen Wunsch. Im Juni 2017 unterschrieb er einen Zweijahresvertrag beim FC Sion, welcher ebenfalls in der Super League spielt, er wurde allerdings im Oktober wieder freigestellt. Nach knapp einem Jahr ohne Verein übernahm er im Oktober 2018 den zyprischen Erstligisten APOEL Nikosia, mit dem er in der Saison 2018/19 zyprischer Meister wurde. Im Dezember 2019 erhielt er einen Vertrag beim italienischen Zweitligisten AS Livorno. Nach sieben Spielen ohne Sieg wurde er Anfang 2020 entlassen. Im Juni 2020 kehrte er zum FC Sion zurück, mit dem er in jener Saison 2019/20 den Klassenerhalt in der Schweizer Super League erreichte. Nach einigen Monaten ohne Verein trainierte Tramezzani ab Januar 2021 den kroatischen Traditionsklub Hajduk Split. Nach einer kurzen Station in Saudi-Arabien beim Erstligisten Al-Faisaly FC unterschrieb er im Oktober 2021 zum dritten Mal einen Vertrag beim FC Sion. Am 21. November 2022 wurde er zum dritten Mal entlassen. Der FC Sion lag zu diesem Zeitpunkt auf dem achten und damit drittletzten Tabellenrang. Am 16. Mai 2023 kehrte Tramezzani drei Runden vor Saisonende zum vierten Mal zum FC Sion zurück, um gemäß der Vereinsführung den Klassenerhalt sicherzustellen. Sion schloss die Saison auf dem zehnten und letzten Tabellenplatz ab. Somit war eine Barrage um den Verbleib in der Super League gegen den Drittklassierten der Challenge League 2022/23, den FC Stade Lausanne-Ouchy, erforderlich. Sion unterlag in beiden Spielen mit einem Gesamtergebnis von 2:6 und musste in die Challenge League absteigen. Daraufhin wurde der Vertrag mit Tramezzani über das Saisonende hinaus nicht verlängert. Ab Januar 2025 trainiert er Yverdon Sport FC.

## Privates
Tramezzani ist verheiratet und hat eine Tochter.